# 八村義夫
八村義夫（はちむら よしお、1938年10月10日 - 1985年6月15日）は、日本の現代音楽の作曲家。東京都出身。

## 経歴
9歳よりヴァイオリンを習い始め、「桐朋学園子供のための音楽教室」に入室。柴田南雄、入野義朗らに聴音、音楽理論、ソルフェージュ等の指導を受ける。中学より作曲とピアノを松本民之助に師事。1954年に東京都立駒場高等学校芸術科にヴァイオリン専攻として入学。
1957年に東京芸術大学作曲科に入学。在学中に、「オーケストラのためのレントとアレグロ」が第29回音楽コンクールにて第3位を受賞。島岡譲に師事し、1961年に東京藝術大学を卒業。芸大卒業後は都立高校の非常勤講師、東京理科大学のオーケストラ部の指導などで生計を立てていたが、和声への研鑽を深めるべく、東京芸大大学院に入学。
1965年から、「オーケストラのためのヴァリアシオン・ピカレスク」の構想を練り始めたが、本人の弁によれば、5年ほどの歳月を費やしたものの結局完成に至らなかったとされていた。実際には、第1楽章部分とされる楽譜が現存している。
1969年、第3回日独現代音楽祭において「星辰譜」を発表。1967年より桐朋学園大学、桐朋女子高等学校音楽科(男女共学）、後には東京藝術大学でも教鞭をとる。これ以降積極的に作曲活動を展開し、ピアノとオーケストラのための「錯乱の論理」は、1976年度福山賞受賞、1980年度国際現代音楽協会入選作品に選出された。
1977年から78年にかけて、文化庁海外研修員としてニューヨーク、パリに滞在。
帰国後も、金属打楽器のみを用いた「ドルチシマ・ミア・ヴィタ」などで新しい音世界を開拓し、新しい作風への期待が寄せられていたが、長年の深酒がたたり1983年に結腸癌で入院後は創作のペースが急激に低下した。1985年には第3回中島健蔵音楽賞、第23回レコード・アカデミー特別部門を受賞した。同年2月に再入院後容態は悪化し、6月15日に癌性腹膜炎のため逝去。

## 作風
一般的に解説される八村義夫の作風は、超表現主義とロマンティシズムで語られることが多い。ただし、op.1はセリーとクラスターに多くを負っている。
彼の音楽は、驚異的なまでに高められ、そして超越的な美意識下に統制された、極めて凝縮された音の濃淡としての響きである。また初期の作品に関して、八村自身はシェーンベルクの表現主義にかなり影響を受けていると語っている。その後、八村の書法は1960年代のイタリア音楽、とりわけシルヴァーノ・ブッソッティの影響を強く被った。「彼岸花の幻想 (1969)」や「エリキサ (1974)」のピアノパートは、ブッソッティの「クラヴィアのために (1963)」からの直截な素材引用が認められる。作品全体が旋法性と前衛イディオムの間を往復するのは、同様にブッソッティの「アルバムの1ページ (1970)」、「ラーラ・レクイエム (1970)」のアイディアを踏襲している。八村本人も再三にわたって弟子の野川晴義、藤家渓子、久木山直や杉山洋一等にブッソッティへの心酔を語っている。
狂乱と静寂という対極性が同時に紙上に定着している、そのような作風は日本の作曲家の中では異質であるといえる。また、彼はイタリア・ルネッサンス時代の作曲家カルロ・ジェズアルドを好んだため、後年の作品は半音階進行も多い。ジェズアルドの半音階的で、ある種異常な音響世界と八村の感覚的に暗澹とし、かつ凝着質で、マニエリスムな音の連なりの間には、密接な美的感覚、美意識が存在している。

## 全作品
生前に「ラ・フォリア」を除く20作が完成され、以下の21作品のみ残された。複数の外国語を混ぜた表記が時にみられるが、これは本人の手によるものである。
| op.     | |        |                                           | |
| ------- | --- | ------ | ----------------------------------------- | --- |
| op.1    | ピアノのためのインプロヴィゼーション（ピアノのための即興曲） Improvisation pour piano                  | 1957   | Pf                                        | |
| op.2    | しがらみ Shigarami                                                                                     | 1959   | fl、va、sop、Pf                           | |
| op.3    | 一息ごとに一時間 op.3――8人の奏者のためのコンチェルト One hour at every one breath: Concerto per 8 soli | 1960   | Sop,fl,cl,sax,va,vib,2perc                | 東京芸術大学卒業作品 1962年ローマ国際作曲コンクール入選作品 |
| op.4    | ヴァイオリンとピアノのためのインプロヴィゼーション Improvisation for violin and pianoforte             | 1964   | Vn,Pf                                     | |
| op.5    | 星辰譜 op.5 Constellation                                                                              | 1969   | Vn,vib,チューブラーベル,pf                | |
| op.6    | 彼岸花の幻想 Vision of higanbana(Meditation higan-bana)                                                | 1969   | Pf                                        | Vision of Higanbanaは『こどものための現代ピアノ曲集』（春秋社）、Meditation higan-banaはCD『ブリージング・フィールド』（カメラータ 32CM-57）にての表記。 |
| op.7    | しがらみ第二                                                                                           | 1970   | 能管、3人の尺八、2人の三味線              | |
| op.8-1  | 愛の園 (アウトサイダーNo.1） The garden of love: The outsider I                                        | 1971   | Mix chor                                  | text-ウィリアム・ブレイク（<愛の園>） |
| op.10-1 | 空中キャッチ                                                                                           | 1973   | 2picc、チューブラーベル、Vn、Pf、電子機器 | |
| op.8-2  | アウトサイダーNo.2                                                                                     | 1974   | Mix chor                                  | |
| op.10-2 | エリキサ                                                                                               | 1974   | fl,vn,pf                                  | Elixir |
| op.11   | インティメイト・ピーセズ                                                                               | 1974   | ピアノ独奏およびピアノ連弾                | 著書『ラ・フォリア』では未完扱いだが、第3曲まで販売されている。） |
| op.12   | 錯乱の論理 The logic of distraction                                                                    | 1975   | Pf,Orch                                   | 1976年度福山賞、1980年度国際現代音楽協会入選作品 |
| op.13   | 3つのプレリュード                                                                                      | 197    | Pf                                        | |
| op.9-a  | アハーニア Ahania                                                                                      | 1976   | marimba                                   | |
| op.9-b  | アハーニア Ahania                                                                                      | 1977   | 2 hands marimba                           | |
| op.14   | マニエラ (1980年／フルート) Maniera                                                                    | 1980   |                                           | |
| op.15   | ブリージング・フィールド                                                                               |        | fl、cl、harp、perc、pf                    | |
| op.16   | ドルチシマ・ミア・ヴィタ Dolcissima mia vita                                                           | 1981   | Perc                                      | 第2回草津夏期国際音楽アカデミー委嘱作品 初版と改訂版の二つの稿がある |
|         | ラ・フォリア La folia                                                                                  | 1985   | Orch                                      | 遺作、未完 |
|         | レントとアレグロ                                                                                       | 1960年 | Orch                                      | 日本音楽コンクール第三位 『日本の作曲20世紀』p.200と『クラシック音楽の20世紀2作曲の20世紀II』p.244には記載がないものの、秋山邦晴編集『日本の作曲家たち』や自著『ラ・フォリア』ではなぜか記載されており、作品番号が付されていないため自作品ではあっても作品リストからはカットすべき対象であったことがうかがえる。 |

### 付随音楽など
『クラシック音楽の20世紀2作曲の20世紀II』と『日本の作曲20世紀』では作品リストに記載なし。
- 「世界で一番みにくい男」のための音楽（1956年、駒場高校放送局委嘱）
- 「いいけどタバコがほしい」のための音楽（1961年、東京芸術大学演劇部委嘱）
- 「テレビでおけいこ<みんなでお習字>」のための音楽（1962年、NHK学校放送部委嘱）
- 「たのしいひるやすみ<キカン車と少年>」のための音楽（1964年、NHK学校放送部委嘱）
- 「たのしい図工<自動車>」のための音楽（1964年、NHK学校放送部委嘱）
- 「お正月番組、写真構成<瀬戸内海>」のための音楽（1964年、NHK学校放送部委嘱）
- 「日本の自然」のための音楽（1965年、NHK学校放送部委嘱）
- 「夏のテレビクラブ<土器とブルドーザー>」のための音楽（1965年、NHK学校放送部委嘱）
- 「瀬戸内の少年」のための音楽（1965年、NHK学校放送部委嘱）
- 「日本の農業」のための音楽（1966年、NHK学校放送部委嘱）
- 『ぼくの入江』独唱、ピアノのための（作詞:若谷時子、1966年、NHK学校放送部委嘱）
- 「海運このごろ」のための音楽（1966年、NHK学校放送部委嘱）
- 「平和のねがい」のための音楽（1967年、NHK学校放送部委嘱）
- NHKテレビ「消雪作戦スタート」のための音楽（1968年、NHK札幌放送局委嘱）
- 東京都足立区鹿浜西小学校校歌（1969年、同校委嘱）
- 『三つの童謡ポープリ』（1969年、大塚明委嘱）
- 「アカイ・テープレコーダー」テレビコマーシャルの音楽（1969年、アカイ委嘱）
- 「少年と小馬」のための音楽（1971年、NHK札幌放送局委嘱）
- ラジオドラマ「海牛おたね」のための音楽（1971年、NHKラジオドラマ班委嘱）
- 資生堂テレビコマーシャルの音楽（1972年、資生堂委嘱）
- NHKテレビ「アジアの自然」のための音楽（1973年、NHK委嘱）
- 「ほるぷ教育体系」の音楽（1973年、ほるぷ出版委嘱）

## 著作
- 『ラ・フォリア――ひとつの音に世界を見、ひとつの曲に自らを聞く』草思社、1986年

## エピソード
- 「空中キャッチ」の制作中、八村はエンジニアに「今から、俺が頭の中に思いついた響きを制作してくれ。その為にここで待ってくれないか」と発言し、エンジニアは業を煮やして帰ったという。